# Winfield Hancock
Winfield Scott Hancock (ur. 14 lutego 1824 w Montgomeryville, Pensylwania, zm. 9 lutego 1886 w Nowym Jorku) – amerykański generał i polityk Partii Demokratycznej. Wstąpił do armii amerykańskiej, walczył w wojnie amerykańsko-meksykańskiej. Wziął udział w wojnie secesyjnej, walczył w bitwie pod Gettysburgiem. Później był członkiem Partii Demokratycznej i z jej ramienia kandydował na prezydenta w 1880 roku, ale nieznacznie przegrał z republikaninem Jamesem Garfieldem. Po przegranej wycofał się z życia politycznego.

## Życiorys
Winfield Scott Hancock urodził się 14 lutego 1824 roku   w Montgomeryville jako jeden z dwóch bliźniaczych synów nauczyciela Benjamina Franklina Hancocka i Elizabeth Hoxworth Hancock . Imiona otrzymał po bohaterze wojny 1812 roku Winfieldzie Scotcie  . Drugi z bliźniaków nazywał się Hilary Baker Hancock  . Kiedy mieli po trzy lata rodzina przeniosła się do Norristown, gdzie ich ojciec studiował prawo jednocześnie ucząc w szkole, a ostatecznie założył kancelarię . Elizabeth otworzyła sklep kapeluszniczy . Bracia pobierali nauki w lokalnych szkołach, lecz jedynie Winfield wykazywał duże zainteresowanie wojskowością – w 1840 roku  w wieku 16 lat wstąpił do West Point . Wśród kolegów i osób uczęszczających do akademii znalazło się wielu późniejszych generałów – m.in. Alexander Hays, Ulysses Grant, czy Ambrose Burnside .
W 1844 roku Hancock ukończył West Point  z 18 lokatą na 25  . 1 lipca tego samego roku otrzymał stopień (brevet  ) podporucznika i rozkaz zameldowania się w Forcie Towson na Terytorium Indiańskim ; jako oficer 6 Regimentu Piechoty spędził tam dwa lata .
Kiedy wybuchła wojna amerykańsko-meksykańska Hancock został przeniesiony do Kentucky, gdzie szkolił żołnierzy, których – jak się później dowiedział – nie było mu dane poprowadzić do boju . Zawiedziony młodzik wielokrotnie i bezskutecznie apelował o możliwość udziału w walkach . Odmiana losu przyszła za sprawą imiennika i patrona, generał majora Winfielda Scotta, który zażyczył sobie jego obecności podczas kampanii przeciw Meksykowi   . Chrzest bojowy przeszedł 13 lipca 1847 roku w pobliżu Vera Cruz w drodze do sztabu Scotta . Pod Churubusco prowadząc do boju mały oddział został lekko ranny  w nogę . Za „dzielną i chwalebną służbę” otrzymał awans na brevet porucznika  .
Po wojnie służył na zachodzie, na Florydzie i w innych miejscach   . W 1853 roku awansował na „pełnego” porucznika . Dwa lata później otrzymał kolejny awans na kapitana  5 Regimentu Piechoty  oraz stanowisko asystenta kwatermistrza . Wziął udział w III wojnie seminolskiej, później w konflikcie między zwolennikami i przeciwnikami niewolnictwa w Kansas  . W 1859 roku trafił do Kalifornii , gdzie do wybuchu następnej wojny pracował jako naczelny kwatermistrz .

### Wojna secesyjna

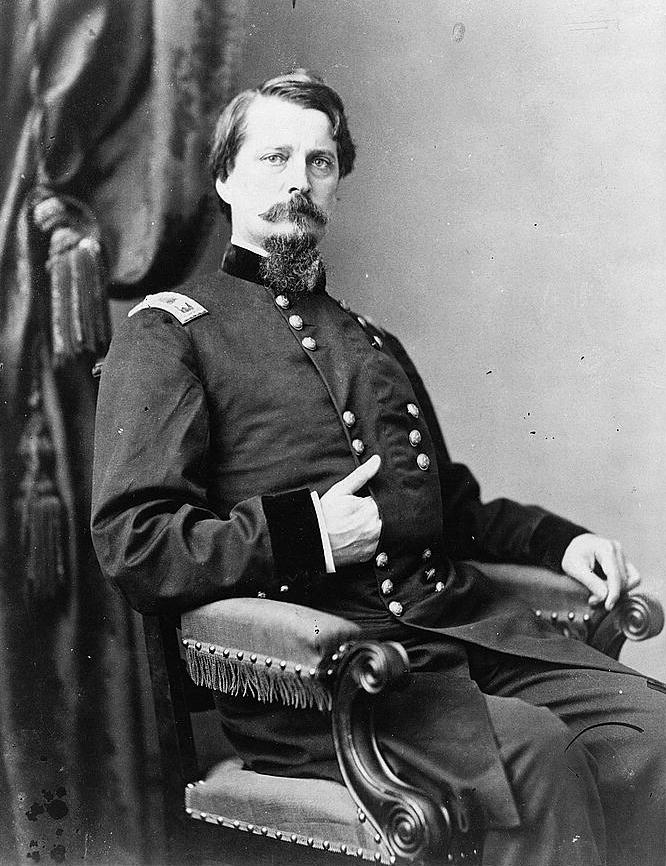
Generał Hancock

Na początku wojny secesyjnej znajdował się w Kalifornii  . Na własną prośbę został przeniesiony na wschód; 23 września 1861 roku otrzymał awans na generała brygady ochotników i dowództwo jednej z brygad Armii Potomaku   . Wziął udział w kampanii półwyspowej  . Podczas bitwy o Williamsburg 5 maja 1862 roku wykazał się zdolnościami przywódczymi i otrzymał pochwałę od zwierzchnika, gen. George’a McClellana – McClellan miał się o nim wyrazić „Hancock był znakomity”; ta opinia dała zaczynek do utrwalenia się przydomka „Hancock Znakomity”   . Nad Antietam dowodził 1 Dywizją II Korpusu , zaś w listopadzie awansował na generał majora ochotników , jednocześnie otrzymując stopień majora armii regularnej . Pod Fredericksburgiem dywizja Hancocka znajdowała się na prawym skrzydle, wśród oddziałów którym zlecono szturm na Marye's Heights   . Z 5006 ludzi należących 2013 zostało rannych i zabitych . W trakcie tej potyczki Hancock został raniony w podbrzusze  . 2 i 3 maja pod Chancellorsville jego dywizja przyjęła cały ciężar ataku armii Roberta Lee   . Niedługo potem został mianowany dowódcą II Korpusu   .
1 lipca 1863 roku przegraną lewego skrzydła Armii Potomaku i śmiercią gen. mjra Johna Reynoldsa rozpoczęła się bitwa pod Gettysburgiem . Po południu na pole walki dotarł Hancock z II Korpusem upoważniony rozkazami od generała Meade’a do zwiadu, przejęcia komendy i zadecydowania o dalszych posunięciach  . Hancock, tymczasowy głównodowodzący wszystkich oddziałów pod Gettysburgiem  , zdecydował o pozostaniu wojsk Unii na polu bitwy, zebrał uciekające oddziały i utrzymał Grzbiet Cmentarny  do przybycia głównych sił armii federalnej . Drugiego dnia dowodził lewą częścią centrum wojsk, a po tym jak ranny został gen. mjr Sickles, całym lewym skrzydłem  . Trzeciego dnia zawiadywał ponownie lewym centrum, które przyjęło główną część natarcia konfederatów zwanego później „Szarżą Picketta”  . Hancock dał dowód męstwa – wobec ognia 150 konfederackich dział konno prowadził swoich żołnierzy do walki  . Upomniany za tak ryzykowną postawę stwierdził: „Są takie momenty, kiedy życie dowódcy korpusu się nie liczy” . Za zdobycie 27 konfederackich sztandarów korpus zapłacił dużą cenę – zginęło 4350 z 10 000 żołnierzy . W momencie, gdy konfederaci docierali do linii Unii kula przebiła łęk siodła Hancocka i raniła go w pachwinę   (lub udo ). Zastosowawszy opaskę uciskową Hancock nie zrzekł się komendy do całkowitego odparcia szarży , a znoszony z pola doradzał Meade’owi atak frontalny na pokonanych konfederatów . Rana okazała się poważna – miała mu doskwierać już do końca życia  – i następne 6 miesięcy spędził na rekonwalescencji   .
W 1864 jego obecność na polach bitew była równie znacząca co w latach poprzednich . Drugiego dnia bitwy w dziczy dowodził połową unijnej armii   ; pod Spotsylvanią dowodził szarżą  , która niemal rozdzieliła siły Roberta Lee na pół ; pod Cold Harbor jego korpus utworzył lewe skrzydło podczas nieudanego natarcia na linie konfederatów  . W sierpniu awansował na generała brygady armii regularnej  . W listopadzie doskwierać zaczęła mu otrzymana rok wcześniej rana w efekcie czego został urlopowany   . Powróciwszy do służby oczekiwał, iż znów obejmie dowództwo nad II Korpusem – naczelne dowództwo zleciło mu jednak sformowanie nowego korpusu , a później postawiło na czele Środkowego Departamentu Wojskowego  . Kolejnym zadaniem miał być marsz w kierunku Lynchburga by wziąć udział w kampanii przeciw wojskom generała Lee, jednak zanim dotarł na miejsce Richmond upadł, a Lee skapitulował .

### Po wojnie

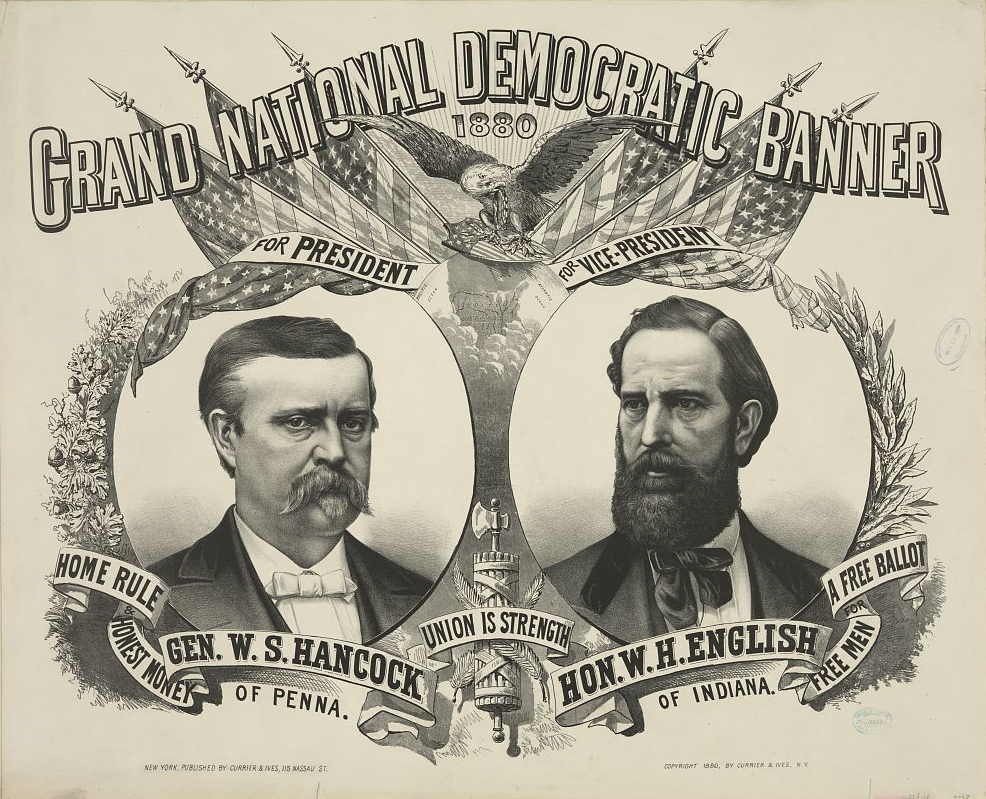
Hancock na plakacie wyborczym

Po zabójstwie Abrahama Lincolna Hancocka przydzielono do nadzoru nad przeprowadzeniem egzekucji zamachowca  . W lipcu 1866 roku mianowano go brevet generał majorem armii regularnej  . Niedługo potem został naczelnikiem Departamentu Missouri , a następnego roku naczelnikiem Departament Wschodu , a później 5 Departamentu Wojskowego  z siedzibą w rekonstrukcjonistycznym Nowym Orleanie . Jego polityka dezaprobowania wojskowych procesów sądowych, sympatia dla południowców i chęć godzenia zwaśnionych nie spotkała się z aprobatą Waszyngtonu i na własną prośbę został przeniesiony  .
Hancock przez całe życie był demokratą  i zwolennikiem unii  . Prześwietna kariera wojskowa i popularność spowodowały, iż już w 1868 roku prędko rozważano go jako kandydata na prezydenta  . W 1880 roku uzyskał poparcie partii oraz wszystkich stanów południowych , jednak – niewielką różnicą 7000 głosów – został pokonany przez republikanina Jamesa Garfielda   .
Zmarł 9 lutego 1886 roku na Governors Island w pobliżu Nowego Jorku   i został pochowany na Montgomery Cemetery w Norristown .

Hancock jest najbardziej wyrazistym z dowódców, którzy nie otrzymali samodzielnej komendy. Dowodził największymi z korpusów i nigdy nie zarzucono mu popełnienia jakiegokolwiek błędu podczas bitwy.

## Życie prywatne
24 stycznia 1850 roku pojął za żonę Almirę Russell , córkę bogatego kupca z Saint Louis  . W październiku urodził się ich syn, Russell; siedem lat później na świat przyszła córka Ada . Żadnemu z dzieci nie dane było przeżyć rodziców .